# Capocannoniere
Capocannoniere is de jaarlijkse prijs voor de topscorer van de hoogste Italiaanse voetbalcompetitie. Gunnar Nordahl won de titel het vaakst. Gedurende zijn verblijf bij AC Milan werd hij vijfmaal topscorer (1949–50, 1950–51, 1952–53, 1953–54 en 1954–55).

## Lijst van topscorers
| Seizoen | Speler                                        | Club                      | Doelp. |
| ------- | --------------------------------------------- | ------------------------- | ------ |
| 1923-24 | Heinrich Schönfeld                            | Torino                    | 22     |
| 1924-25 | Mario Magnozzi                                | Livorno                   | 19     |
| 1925-26 | Ferenc Hirzer                                 | Juventus                  | 35     |
| 1926-27 | Antonio Powolny                               | SS Ambrosiana             | 22     |
| 1927-28 | Julio Libonatti                               | Torino                    | 35     |
| 1928-29 | Gino Rossetti                                 | Torino                    | 36     |
| 1929-30 | Giuseppe Meazza                               | SS Ambrosiana             | 31     |
| 1930-31 | Rodolfo Volk                                  | AS Roma                   | 29     |
| 1931-32 | Angelo Schiavio Pedro Petrone                 | Bologna Fiorentina        | 25     |
| 1932-33 | Felice Borel                                  | Juventus                  | 29     |
| 1933-34 | Felice Borel                                  | Juventus                  | 31     |
| 1934-35 | Enrique Guaita                                | AS Roma                   | 28     |
| 1935-36 | Giuseppe Meazza                               | SS Ambrosiana             | 25     |
| 1936-37 | Silvio Piola                                  | Lazio                     | 21     |
| 1937-38 | Giuseppe Meazza                               | SS Ambrosiana             | 20     |
| 1938-39 | Héctor Puricelli Aldo Boffi                   | Bologna AC Milan          | 19     |
| 1939-40 | Aldo Boffi                                    | AC Milan                  | 24     |
| 1940-41 | Héctor Puricelli                              | Bologna                   | 22     |
| 1941-42 | Aldo Boffi                                    | AC Milan                  | 22     |
| 1942-43 | Silvio Piola                                  | Lazio                     | 21     |
| 1945-46 | Guglielmo Gabetto                             | Torino                    | 22     |
| 1946-47 | Valentino Mazzola                             | Torino                    | 29     |
| 1947-48 | Giampiero Boniperti                           | Juventus                  | 27     |
| 1948-49 | István Nyers                                  | Internazionale            | 26     |
| 1949-50 | Gunnar Nordahl                                | AC Milan                  | 35     |
| 1950-51 | Gunnar Nordahl                                | AC Milan                  | 34     |
| 1951-52 | John Hansen                                   | Juventus                  | 30     |
| 1952-53 | Gunnar Nordahl                                | AC Milan                  | 26     |
| 1953-54 | Gunnar Nordahl                                | AC Milan                  | 23     |
| 1954-55 | Gunnar Nordahl                                | AC Milan                  | 27     |
| 1955-56 | Gino Pivatelli                                | Bologna                   | 29     |
| 1956-57 | Dino Da Costa                                 | AS Roma                   | 22     |
| 1957-58 | John Charles                                  | Juventus                  | 28     |
| 1958-59 | Antonio Angelillo                             | Internazionale            | 33     |
| 1959-60 | Omar Sívori                                   | Juventus                  | 27     |
| 1960-61 | Sergio Brighenti                              | Sampdoria                 | 27     |
| 1961-62 | José Altafini Aurelio Milani                  | AC Milan Fiorentina       | 22     |
| 1962-63 | Harald Nielsen Pedro Manfredini               | Bologna AS Roma           | 19     |
| 1963-64 | Harald Nielsen                                | Bologna                   | 21     |
| 1964-65 | Sandro Mazzola Alberto Orlando                | Internazionale Fiorentina | 17     |
| 1965-66 | Luís Vinício                                  | Vicenza                   | 25     |
| 1966-67 | Luigi Riva                                    | Cagliari                  | 18     |
| 1967-68 | Pierino Prati                                 | AC Milan                  | 15     |
| 1968-69 | Luigi Riva                                    | Cagliari                  | 20     |
| 1969-70 | Luigi Riva                                    | Cagliari                  | 21     |
| 1970-71 | Roberto Boninsegna                            | Internazionale            | 24     |
| 1971-72 | Roberto Boninsegna                            | Internazionale            | 22     |
| 1972-73 | Giuseppe Savoldi Paolino Pulici Gianni Rivera | Bologna Torino AC Milan   | 17     |

| Seizoen | Speler                       | Club                         | Doelp. |
| ------- | ---------------------------- | ---------------------------- | ------ |
| 1973-74 | Giorgio Chinaglia            | Lazio                        | 24     |
| 1974-75 | Paolino Pulici               | Torino                       | 18     |
| 1975-76 | Paolino Pulici               | Torino                       | 21     |
| 1976-77 | Francesco Graziani           | Torino                       | 21     |
| 1977-78 | Paolo Rossi                  | Vicenza                      | 24     |
| 1978-79 | Bruno Giordano               | Lazio                        | 19     |
| 1979-80 | Roberto Bettega              | Juventus                     | 16     |
| 1980-81 | Roberto Pruzzo               | AS Roma                      | 18     |
| 1981-82 | Roberto Pruzzo               | AS Roma                      | 15     |
| 1982-83 | Michel Platini               | Juventus                     | 16     |
| 1983-84 | Michel Platini               | Juventus                     | 20     |
| 1984-85 | Michel Platini               | Juventus                     | 18     |
| 1985-86 | Roberto Pruzzo               | AS Roma                      | 19     |
| 1986-87 | Pietro Paolo Virdis          | AC Milan                     | 17     |
| 1987-88 | Diego Maradona               | Napoli                       | 15     |
| 1988-89 | Aldo Serena                  | Internazionale               | 22     |
| 1989-90 | Marco van Basten             | AC Milan                     | 19     |
| 1990-91 | Gianluca Vialli              | Sampdoria                    | 19     |
| 1991-92 | Marco van Basten             | AC Milan                     | 25     |
| 1992-93 | Giuseppe Signori             | Lazio                        | 26     |
| 1993-94 | Giuseppe Signori             | Lazio                        | 23     |
| 1994-95 | Gabriel Batistuta            | Fiorentina                   | 26     |
| 1995-96 | Igor Protti Giuseppe Signori | AS Bari Lazio                | 24     |
| 1996-97 | Filippo Inzaghi              | Atalanta                     | 24     |
| 1997-98 | Oliver Bierhoff              | Udinese                      | 27     |
| 1998-99 | Márcio Amoroso               | Udinese                      | 22     |
| 1999-00 | Andrij Sjevtsjenko           | AC Milan                     | 24     |
| 2000-01 | Hernán Crespo                | Lazio                        | 26     |
| 2001-02 | David Trezeguet Dario Hübner | Juventus Piacenza            | 24     |
| 2002-03 | Christian Vieri              | Internazionale               | 24     |
| 2003-04 | Andrij Sjevtsjenko           | AC Milan                     | 24     |
| 2004-05 | Cristiano Lucarelli          | Livorno                      | 24     |
| 2005-06 | Luca Toni                    | Fiorentina                   | 31     |
| 2006-07 | Francesco Totti              | AS Roma                      | 26     |
| 2007-08 | Alessandro Del Piero         | Juventus                     | 21     |
| 2008-09 | Zlatan Ibrahimović           | Internazionale               | 26     |
| 2009-10 | Antonio Di Natale            | Udinese                      | 29     |
| 2010-11 | Antonio Di Natale            | Udinese                      | 28     |
| 2011-12 | Zlatan Ibrahimović           | AC Milan                     | 28     |
| 2012-13 | Edinson Cavani               | Napoli                       | 29     |
| 2013-14 | Ciro Immobile                | Torino                       | 22     |
| 2014-15 | Mauro Icardi Luca Toni       | Internazionale Hellas Verona | 22     |
| 2015-16 | Gonzalo Higuain              | Napoli                       | 36     |
| 2016-17 | Edin Džeko                   | AS Roma                      | 29     |
| 2017-18 | Mauro Icardi Ciro Immobile   | Internazionale Lazio         | 29     |
| 2018-19 | Fabio Quagliarella           | Sampdoria                    | 26     |
| 2019-20 | Ciro Immobile                | Lazio                        | 36     |
| 2020-21 | Cristiano Ronaldo            | Juventus                     | 29     |
| 2021-22 | Ciro Immobile                | Lazio                        | 27     |